# Joseph Wolfram

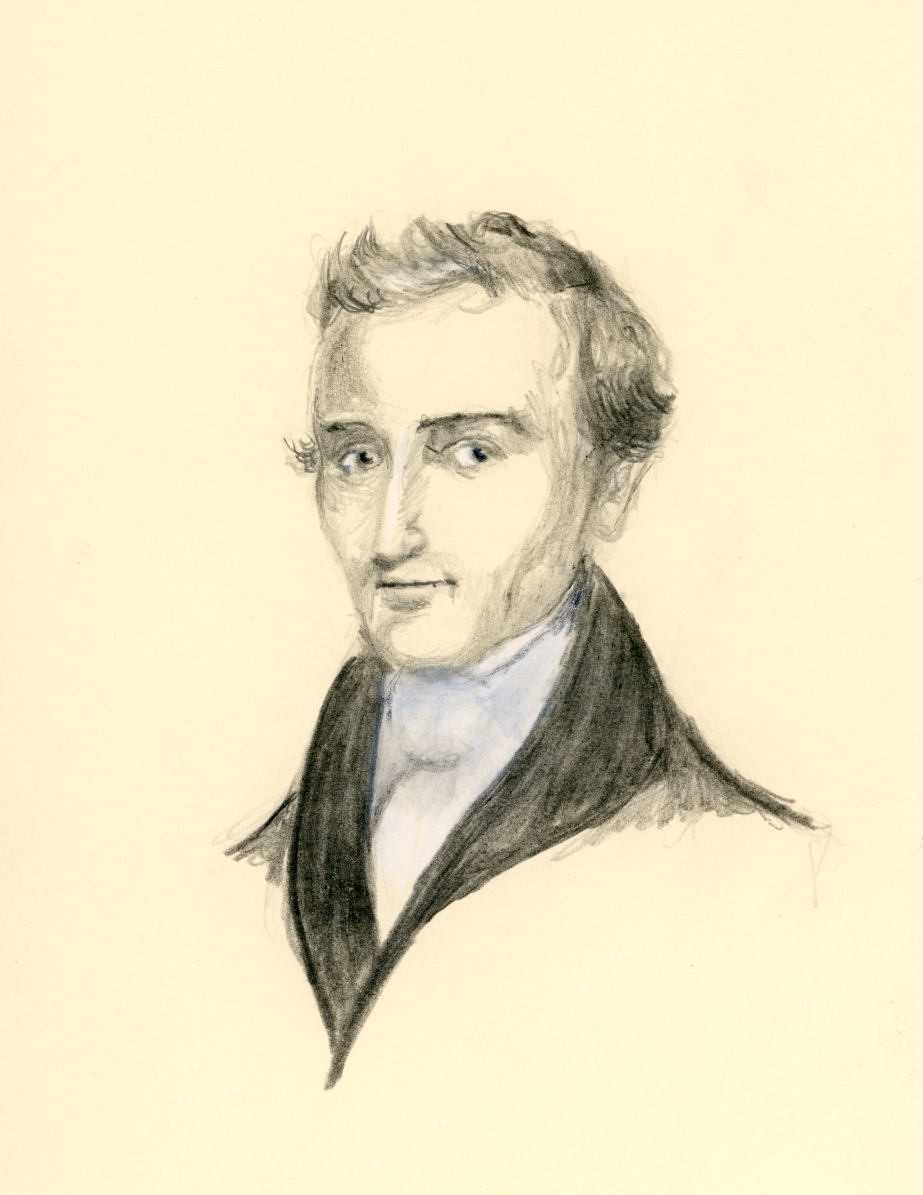
Joseph Wolfram (by Jiří Wolf)

Joseph Matthias Wolfram, in Tschechien auch Josef Matyáš Wolfram oder Josef Maria Wolfram genannt (* 21. Juli 1789 in Dobrzan; † 30. September 1839 in Teplitz) war ein in Teplitz aktiver, deutschsprachiger Komponist und Politiker.

## Leben

### Jugend und Studium
Wolfram wurde 1789 in eine gut situierte Familie in Dobrzan bei Pilsen geboren. Mit sechs Jahren fing er an Klavier zu spielen und bereits auf dem Gymnasium komponierte er seine ersten Musikstücke. Dazu bewog ihn u. a. sein Rhetoriklehrer, Herr Přikryl, der Wolframs Begabung sofort bemerkte und ihn bei seinen ersten Versuchen in Komposition unterstützte.
Während seines Studiums der Rechtswissenschaften in Prag, welches er auf Wunsch seines Vaters antritt, lebte er sein Komponistenleben verstärkt aus. Neben den Rechtswissenschaften studierte er Harmonie beim Komponisten und Musiktheoretiker Josef Drechsler. Leopold Koželuh brachte ihm wiederum die Kunst des Kontrapunkts bei. In dieser Zeit komponierte er Kammermusik, vor allem Streichquartette und Lieder, und verfasste auch seine erste und gleichzeitig letzte Symphonie.

### Zwischen Prag und Wien
Aufgrund des Staatsbankrotts und damit verbundenen Vermögensverlusten des Vaters zog Wolfram 1811 nach Wien, wo er sein Jurastudium fortsetzte und Klavierstunden in wohlhabenden Bürgerfamilien anbot. Sein Unterricht fand einen guten Anklang und brachte ihm stabile Einnahmen, dank derer er weiterhin komponieren konnte. In Wien entstand u. a. sein erstes musikdramatisches Werk – eine komische Oper namens Ben Haly. Doch sie wurde nie öffentlich aufgeführt.
In dieser Zeit heiratete er Anna Himmelfahrt. Im Jahre 1813 erlitt er wegen einer unfassbaren Menge Arbeit und endlosen Pflichten einen Zusammenbruch und kehrte zusammen mit seiner Frau nach Prag zurück. Auf Vaters Wunsch widmete er sich in Prag wieder seinem Jurastudium. Nach dem erfolgreichen Abschluss arbeitete er ab 1816 als Schriftführer beim Gericht in Theusing.

### Bürgermeister in Teplitz
Theusing tauschte er am Ende für Graupen/Krupka im Erzgebirge. Das Leben sowie die Atmosphäre in dem bergmännischen Ort bot seiner Komponistenphantasie zahlreiche Anregungen und Inspirationen an. Alles verlief hier etwas langsamer als in anderen großen Städten und Metropolen, in denen er bisher tätig war. In Graupen arbeitete er als privater Rechtsanwalt. Doch bereits ein Jahr nach seinem Einzug, im Jahre 1818, wurde ihm die Stelle eines Stadtrates angeboten, welche er annahm.
In Teplitz bemerkte man diesen Schritt sofort, denn Wolframs Ruf war bereits auch hier angekommen. So bot der Teplitzer Stadtrat Wolfram im Jahre 1819 die Stelle eines bisherigen Mitgliedes an, die gerade der Bürgermeister Alois Goll verließ. Es dauerte fünf Jahre, bis er schließlich im Jahre 1824 selbst die Stelle des Bürgermeisters von Teplitz antrat und hier bis zum eigenen Tod verweilte. Während seiner Amtszeit erlebte die Stadt eine goldene Ära. Zu den Gästen der Stadt gehörten die europäische Elite sowie weltberühmte Politiker und Künstler. Wolfram war gesellschaftlich sehr geschickt, beliebt und allgemein eine anerkannte Persönlichkeit. Seine Aufmerksamkeit widmete er nicht nur den Kur- und Stadtgästen, sondern auch den Einwohnern der Stadt selbst. Gern grüßte er während seiner Spaziergänge durch die Stadt die Hiesigen und führte mit ihnen Gespräche. Außerdem organisierte er auch das gesellschaftliche Leben der Stadt. Persönlich nahm er an zahlreichen Kulturveranstaltungen teil, bei denen oft seine eigenen Werke gespielt wurden, häufig unter seiner eigenen Leitung. Auch die Premieren seiner Werke, welche auf den berühmtesten Bühnen Europas – in Berlin, Prag und Dresden – aufgeführt wurden, leitete er persönlich. Zu seinen eigenen musikalischen Auftritten trugen oft seine Gäste bei, z. B. Alexander von Humboldt (u. a. ein passabler Cellospieler; Wolfram widmete ihm einige seiner Streichquartette). Zu seinen Gästen zählten auch Persönlichkeiten wie František Palacký, Niccolo Paganini und weitere.
Zu Wolframs berühmtesten Werken gehörten seine Opern. Die schrieb er zwar bereits früher, doch die beste entstand gerade hier in Teplitz. Oft wählte er populäre Volks- und Phantasiethemen, mochte aber genauso das Übersinnliche, Geschichte und ernstere Themen. An seinen Musikdramen waren die berühmtesten Theater wie das Hoftheater in Dresden, die Breslauer Oper oder das Prager Ständetheater interessiert. Wolfram selbst wurde zur größten Verlockung für die Kurgäste. Sein Hauptmusikwerk verfasste er in Kooperation mit dem bedeutenden sächsischen Schriftsteller und Komponisten Karl Borromäus von Miltitz. Miltitz verfasste einige Jahre zuvor eine Novelle, die er später für das Libretto verwandte. Aus dieser Kooperation entstand die bergmännische Oper Der Bergmönch (tschechisch Perkmon), welche 1829 im Ständetheater in Prag aufgeführt wurde. Diese Oper war ein voller Erfolg. Besonders hervorheben konnte man die thematische Verknüpfung zu Wolframs Wirkungsstätte, dem Erzgebirge und dessen Vorgebirgsland. Die wohl erfolgreichste Reprise fand am 8. Oktober 1831, am Vorabend des Namenstages von Kaiser Franz I., im Prager Ständetheater statt und wurde vom Autor selbst dirigiert. 
Dem Bergmönch folgten zahlreiche weitere Opern. Für seine musikalischen Erfolge und Pflege des Kurortes Teplitz verlieh Wolfram der damalige Kaiser im Jahre 1835 die goldene Medaille für Kunst und Wissenschaft. Drei Jahre später erhielt er eine ähnliche Auszeichnung vom russischen Kaiser, Nikolaus I. Eine nette Überraschung aus seiner Amtszeit war seine Bereitschaft, den polnischen Emigranten ein vorübergehendes Asyl und Bekleidung nach dem verlorenen Novemberaufstand (1830–1831) anzubieten.
1839 erkrankte Wolfram an einer bisher unbekannten Lungenerkrankung. Trotz gesundheitlicher Komplikationen wollte er seinen Pflichten nachgehen und die Kursaison vorbereiten, komponieren, wichtige Delegationen begrüßen, doch am Ende musste er nachgeben und sich in sein Bett begeben. Er starb am 30. September 1839 im Alter von 50 Jahren in seiner Wohnung im Rathaus. Die feierliche Beerdigung fand am 3. Oktober 1839 statt. An seinem Abschied nahmen bedeutende Persönlichkeiten aus Teplitz und Umgebung, Vertreter der jüdischen Gemeinde und weitere zahlreiche Gäste teil. Begraben wurde er auf dem damaligen städtischen Friedhof. Hier ruht er bis heute.
Wolframs Tod hatte für seine Familie (Ehefrau Anna und 8 Kinder – 5 Söhne, 3 Töchter) schwere finanzielle Folgen. Sie war nicht gut abgesichert. Zum Glück boten seine zahlreichen Bekannten ihre Hilfe an – als die traurige Nachricht Gaspare Spontini erreichte (zu der Zeit Generalmusikdirektor der Oper zu Berlin), entschied er sich, Webers Oper Oberon um ein Begleitprogramm zu ergänzen, bedeutende Berliner Künstler einzuladen und den Erlös der Familie Wolfram zu widmen.

## Werke
Wenn auch Musik nicht Wolframs Hauptberuf war, komponierte er immer weiter. Besonders erfolgreich waren seine Opern:
- Ben Haly (sein erstes dramatisches Werk, komponiert in Wien, nie öffentlich aufgeführt)
- Diamant oder Parapluiemacher Staberl in der Türkei (komische Oper, erstes in Teplitz komponiertes dramatisches Werk, 1821, Teplitz)
- Herkules (1826, Dresden)
- Maja und Alpino oder Die bezauberte Rose (Libretto Emanuel Gehe, 24. Mai 1826, Prag)
- Alfred (Libretto August von Kotzebue, 1824, Berlin)
- Die Normannen in Sizilien (Libretto Emanuel Gehe, 1828, Dresden)
- Prinz Lieschen (Libretto Emanuel Gehe, 1829, Prag)
- Der Bergmönch (Oper zum Thema einer Erzgebirgischen Legende mit übersinnlichen Gestalten, welche im Bergmannsmilieu spielt, Libretto Karl Borromäus von Miltitz, 3. Oktober 1829, Prag)
- Das Schloß Candra (Libretto Emanuel Gehe, 1. Dezember 1832, Dresden)
- Drakäna, die Schlangenkönigin (geschrieben zum Geburtstag des Kronprinzen Friedrich Wilhelm, Libretto Hermann Meynert, 1834, Berlin)
- Beatrice (nur unvollständige Partitur, lesbar nur einzelne Abschnitte, 1837)
- Wittekind (Wolframs letztes Werk zum Thema einer sächsischen Legende, wird für verschollen gehalten, wurde nie aufgeführt)

Oper Alfred war angeblich so erfolgreich, dass die Leitung des Ständetheaters in Prag Carl Maria von Weber durch Joseph Wolfram ersetzen wollte, er lehnte jedoch ab.
Neben Opern komponierte er auch Komödien, Lieder, Symphonien, Streichquartette und Klavierstücke.

## Name
Wie J. Wolfram tatsächlich hieß ist bis heute ungewiss. Im Personenstandsbuch steht Joseph Wolfram (ohne jeglichen zweiten Vornamen).[2] In seinem Alltag nutzte er lediglich seinen Vor- und Nachnamen (Joseph Wolfram), bei Unterschrift dann den Nachnamen. Im Manuskript von Wolframs Autobiografie heißt es aber: „Ich, Joseph Mat. Wolfram, wurde am 21. Juli 1789 zu Dobrzan (…) geboren.“ Es war also Wolfram selbst, der seinen zweiten Vornamen als „Mat.“ – wohl Matthias oder Mathias – eintrug.
Dennoch findet man in diversen Quellen auch eine andere Namensvariante, nämlich Maria (z. B. in der Musikgeschichte aus Böhmen und Mähren von Josef Srb-Debrnov), aus dem Jahr 1891, dem Tschechischen Musikwörterbuch/Český hudební slovník oder Websitebeiträgen, ohne konkrete Quellenangaben.
Laut dem Musikologen Tomáš Spurný besaß Wolfram keinen zweiten Namen. Die Dobrzaner Chronik belegt dies. Die Namen Matthias oder Maria sollen lediglich über Jahre eingeschlichene Fehler darstellen.

## Nachlass
Den wohl bedeutendsten Nachlass, Wolframs Beiträge zum kulturellen Erbe und öffentlichen Leben in Teplitz, bildeten seine Bemühungen, eine stabile musikalische Szene in der Stadt zu etablieren, ohne die eine konzeptionelle, kontinuierliche musikalische Arbeit und Entwicklung nicht möglich wären. So entstand auch das bis heute existierende Kurorchester.
Die Bademusikgesellschaft ("Lázeňská hudební společnost") überwand die anfänglichen finanziellen Probleme und etablierte sich so gut, dass diese Teplitzer Kapelle bereits am Anfang der 1830er Jahre zur beliebten Wirkungsstätte der jungen Musikabsolventen aus der breiten Umgebung wurde. Die größte Veränderung brachte die durch den Leitmeritzer Hauptmann angeordnete Reorganisation im Jahre 1838, die eine Fusion mit der konkurrierenden Schanower Kapelle beabsichtigte. Der Dirigent war während Wolframs Amtsperiode Joseph Rohn. Rohn überließ jedoch den Taktstock immer wieder gerne Wolfram selbst, besonders bei Premieren seiner eigenen Stücke. Unter Wolframs Leitung erlebte das Orchester einen beträchtlichen Erfolg. Es war gerade dieses kleine, städtische Orchester, aus dem später die Nordböhmische Philharmonie entstand. Diese existiert bis heute.
Der Musikologe Tomáš Spurný beschäftigt sich mit der Katalogisierung der Werke Wolframs. Wolframs Werke bilden u. a. auch den Rahmen einer kulturellen Aufklärung und Wiederentdeckung der regionalen Autoren das Teplitzer Vokal- und Instrumentalensemble Collegium hortense (dank der Schirmherrschaft von Trautzler Kunstgesellschaft ("Trautzlova umělecká společnost) unter der Leitung von Jan Zástěra).